# Scallop Hill
Der Scallop Hill ist ein 225 m hoher Hügel vulkanischen Ursprungs in Form einer Kuppel. Er ragt unmittelbar hinter Cape Spirit auf der Ostseite von Black Island im antarktischen Ross-Archipel vor der Scott-Küste des Viktorialands auf.
Wissenschaftler einer von 1958 bis 1959 durchgeführten Kampagne im Rahmen der New Zealand Geological Survey Antarctic Expedition nahmen die Benennung vor. Namensgebend sind fossilierte Konglomerate von Kammmuscheln (englisch scallop) der Gattung Chlamys am Gipfel des Hügels.